# Неофіційна шахова олімпіада 1976
Неофіційна шахова олімпіада 1976 («Контр-олімпіада», «Антиізраїльська олімпіада») — шахова олімпіада, проведена в Триполі (Лівія) 24 жовтня — 15 листопада 1976 року, в якій взяли участь команди 34 країн (ще 4 країни мали статус «спостерігачів»), що таким чином бойкотували офіційну шахову олімпіаду 1976 в Хайфі (Ізраїль). Учасниками змагання у Триполі були здебільшого країни «арабського світу», Африки, Азії та Латинської Америки.

## Передісторія
1974 року після відмови з різних причин Аргентини, Швеції та Ірану єдиним кандидатом на проведення шахової олімпіади 1976 став Ізраїль. Ураховуючи напружену обстановку на Близькому Сході, що склалася внаслідок арабо-ізраїльських війн, шахові федерації СРСР (найвпливовіша федерація у світі) та країн соціалістичного табору й арабських країн, які не мали дипломатичних відносин з Ізраїлем, запропонували не проводити XXII Олімпіаду в цій країні. Тоді президент ФІДЕ Макс Ейве звернувся до всіх шахових федерацій-членів ФІДЕ, з пропозицією відповісти на запитання: проводити Олімпіаду 1976 в Ізраїлі чи не проводити її 1976 року зовсім. У серпні 1975 року бюро ФІДЕ оголосило, що з 94 країн-членів ФІДЕ відповіді надіслали федерації 52 країн, з них за проведення шахвої олімпіади в Хайфі висловилися 34, проти — тільки 16, утрималися — дві. На основі цього конгрес ФІДЕ у 1975 році ухвалив рішення про проведення XXII шахової Олімпіади в Ізраїлі. Таке рішення конгресу призвело до того, що багато країн офіційно відмовились від участі в олімпіаді.

## Змагання
Головний організатор: Муаммар Каддафі.
Турнір відбувався в «Beach Hotel» у 13 турів за швейцарською системою. Змагання організували фактично одночасно з олімпіадою в Хайфі: неофіційна олімпіада тривала з 24 жовтня до 15 листопада, а офіційна — з 26 жовтня до 10 листопада 1976 року.
Рівень ігор був невисокий — серед учасників (повен список гравців невідомий, відомі деякі учасники) турніру було тільки 4 міжнародних майстрів (2 у команді Тунісу й по 1 — Пакистан і Туреччина) і жодного гросмейстера. Із сильних шахових держав прибула тільки збірна Італії, але фактично це була команда шахового клубу міста Палермо.
Три країни послали свої команди на обидві олімпіади: Італія, Філіппіни та Уруґвай (за уруґвайську команду виступили шахісти-дисиденти, які з політичних міркувань покинули країну, де тоді панувала диктатура).

## Результати
1. Сальвадор — 38½ очок
2. Туніс — 36
3. Пакистан — 34½
4. Ірак — 33½
5. Італія — 32½
6. Туреччина — 32½
7. Афганістан — 29½
8. Нікарагуа — 27½
9. Панама — 27½
10. Бангладеш — 27
11. Шрі-Ланка — 27
12. Португалія — 27
13. Алжир — 26½
14. Марокко — 26½
15. Філіппіни — 26½
16. Кенія — 26
17. Уругвай — 26
18. Народна Демократична Республіка Ємен (Південний Ємен) — 26
19. Тринідад і Тобаго — 25½
20. Мальта — 25½
21. Єменська Арабська Республіка (Північний Ємен) — 25½
22. Мадагаскар — 25½